# Gran Premio Jean-Pierre Monseré
El Gran Premio Jean-Pierre Monseré (oficialmente: Grote Prijs Jean-Pierre Monseré) es una carrera ciclista profesional belga de un día  que se disputa anualmente a principios del mes de julio. El nombre de la prueba rinde tributo al ciclista Jean-Pierre Monseré, campeón mundial de ciclismo en ruta en 1970 quien murió a una edad temprana.
La primera edición se disputó en el año 2012 y fue ganada por el ciclista belga Frédéric Amorison.
Desde el año 2017, la carrera hace parte del UCI Europe Tour como carrera de la categoría 1.1.

## Palmarés
| Año  | Ganador                  | Segundo              | Tercero             |           |
| ---- | ------------------------ | -------------------- | ------------------- | --------- |
| 2012 | Frédéric Amorison        | Paavo Paajanen       | Baptiste Planckaert |           |
| 2013 | Tom Van Asbroeck         | Wouter Wippert       | Baptiste Planckaert |           |
| 2014 | Guillaume Van Keirsbulck | Mathieu van der Poel | Iljo Keisse         |           |
| 2015 | Jürgen Roelandts         | Jérôme Baugnies      | Danny van Poppel    |           |
| 2016 | Lars Boom                | Stijn Steels         | Timothy Dupont      |           |
| 2017 | Laurens Sweeck           | Roy Jans             | Jérôme Baugnies     |           |
| 2018 | André Looij              | Pierre Barbier       | Kenny Dehaes        |           |
| 2019 | cancelada                | cancelada            | cancelada           | cancelada |
| 2020 | Fabio Jakobsen           | Timothy Dupont       | Alfdan De Decker    |           |
| 2021 | Tim Merlier              | Mark Cavendish       | Timothy Dupont      |           |
| 2022 | Arnaud De Lie            | Dries De Bondt       | Hugo Hofstetter     |           |
| 2023 | Gerben Thijssen          | Caleb Ewan           | Samuel Welsford     |           |
| 2024 | Jarne Van de Paar        | Timothy Dupont       | David Dekker        |           |
| 2025 | Alexys Brunel            | Stian Fredheim       | Michiel Coppens     |           |

## Palmarés por países
| País         | Victorias |
| ------------ | --------- |
| Bélgica      | 9         |
| Países Bajos | 3         |
| Francia      | 1         |